# Casciana Terme Lari
Casciana Terme Lari ist eine italienische Gemeinde mit 12.202 Einwohnern (Stand 31. Dezember 2023) in der Provinz Pisa in der Region Toskana.

## Geografie

Lage der Gemeinde in der Provinz Pisa

Casciana Terme Lari liegt ca. 27 km südöstlich der Provinzhauptstadt Pisa und ca. 58 km südwestlich der Regionalhauptstadt Florenz. Die Gemeinde liegt am Fluss Cascina, einem linken Nebenfluss des Era.
Zu den Ortsteilen zählen Casciana Alta (200 m, ca. 460 Einwohner), Casciana Terme (125 m, ca. 2500 Einwohner), Ceppato (230 m, ca. 105 Einwohner), Cevoli (85 m, ca. 290 Einwohner), Collemontanino (270 m, ca. 260 Einwohner), Lari (130 m, ca. 1110 Einwohner), Lavaiano (14 m, ca. 360 Einwohner), Parlascio (280 m, ca. 150 Einwohner), Perignano (25 m, ca. 2400 Einwohner), Quattro Strade (25 m, ca. 580 Einwohner), Sant’Ermo (180 m, ca. 115 Einwohner), San Ruffino (90 m, ca. 70 Einwohner) und Usigliano (150 m, ca. 200 Einwohner).
Die Nachbargemeinden sind Capannoli, Cascina, Chianni, Crespina Lorenzana, Ponsacco, Pontedera, Santa Luce und Terricciola.

## Geschichte
Die Gemeinde entstand am 1. Januar 2014 durch die Zusammenlegung der vorher selbständigen Gemeinden Casciana Terme und Lari. In dem Referendum vom 6. und 7. Oktober 2013 stimmten in Casciana Terme 80,02 % (45,25 % Wahlbeteiligung) für den Zusammenschluss, in Lari 76,93 % (34,02 % Wahlbeteiligung). Das Gesetz zur Fusion der beiden Gemeinden ist das Legge Regionale n.68 vom 22. November 2013. Das Rathaus befindet sich in Lari. Bis 1776 war Casciana eigenständig, dann wurde es Lari als Ortsteil zugeschlagen. Von 1927 bis 2013 war es wieder eine eigenständige Gemeinde, im Gegenteil zu Casciana Alta, das Ortsteil von Lari blieb.

## Sehenswürdigkeiten

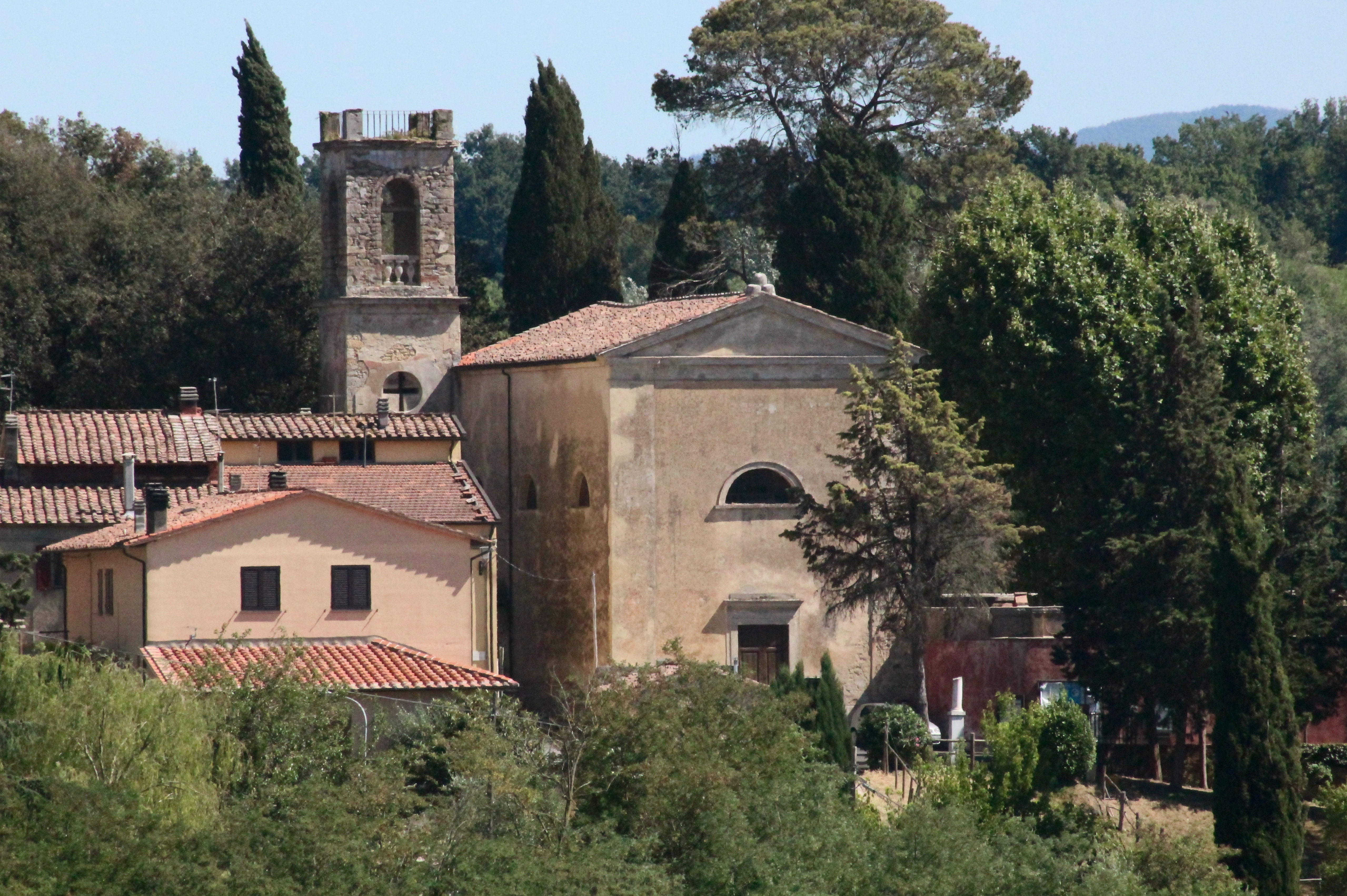
San Lorenzo in San Ruffino

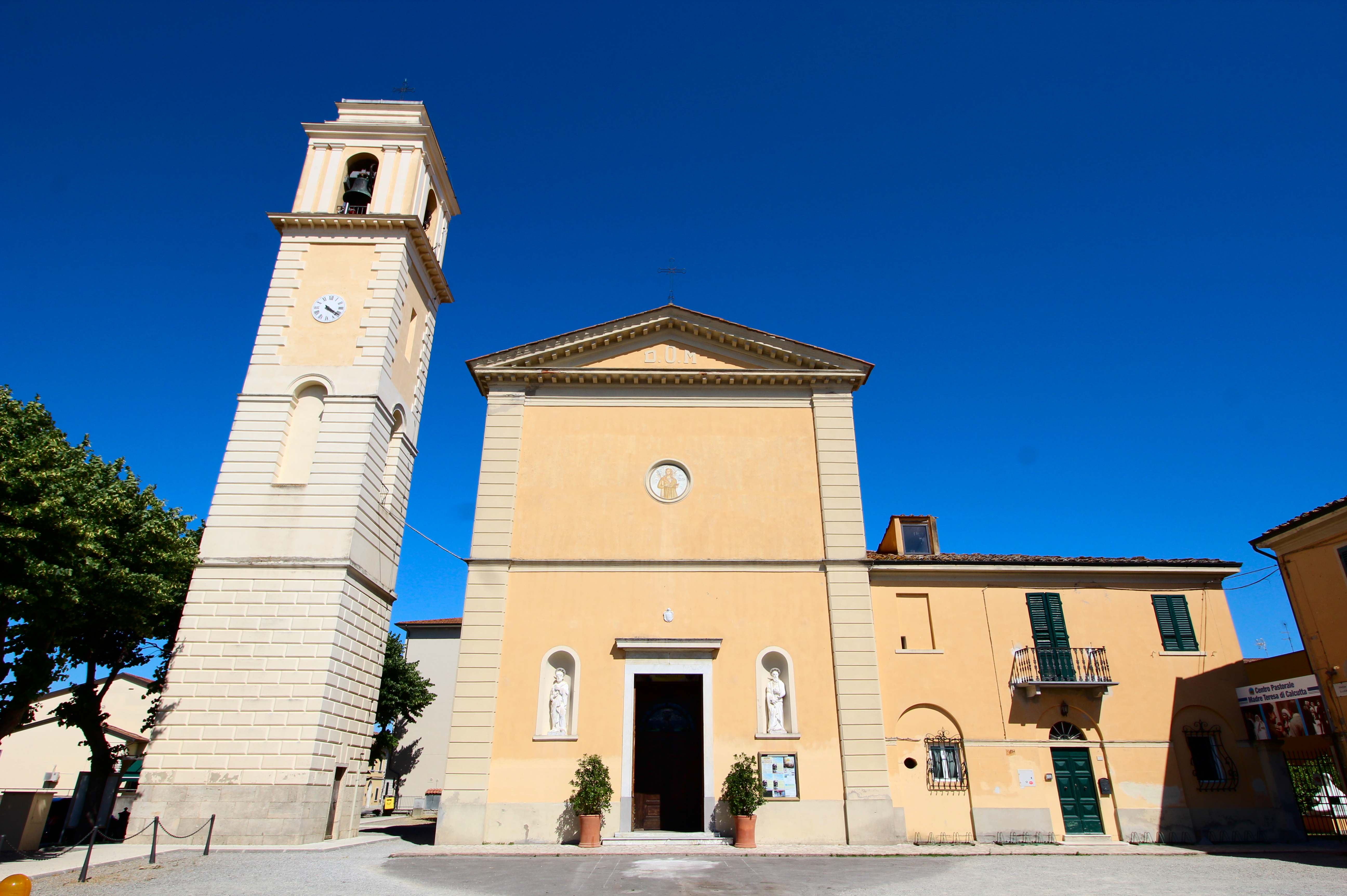
Santa Lucia a Perignano

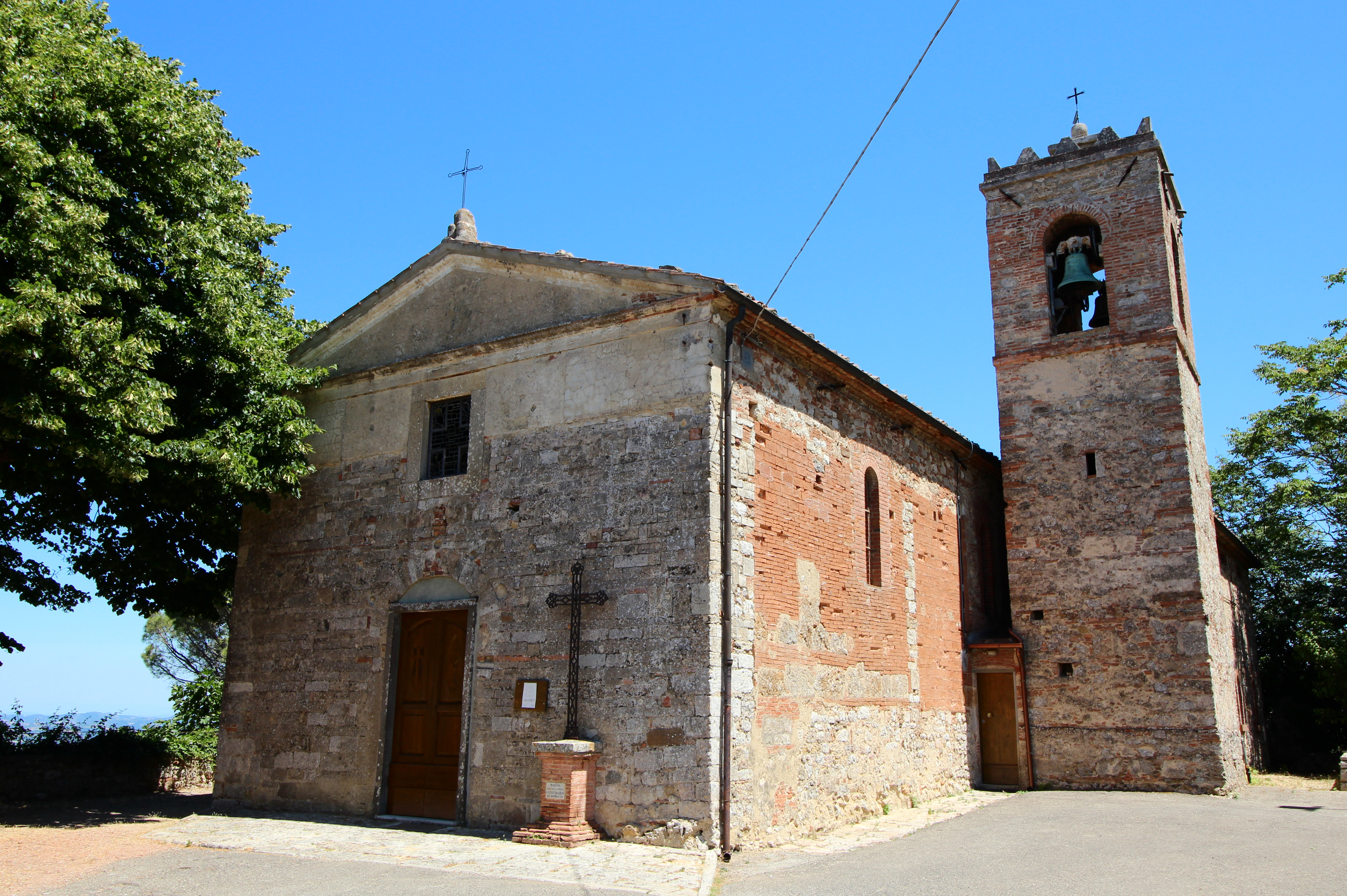
Santi Quirico e Giulitta in Parlascio

### Kirchen
- Sant’Anna, Kirche im Ortsteil Cevoli.[5]
- Sant’Ermete, Kirche in Sant’Ermo (11. Jahrhundert).[6]
- Cappella Franciosi, Kapelle in Ceppato.
- San Frediano, Kirche in San Frediano bei Casciana Alta, die 1260 dokumentiert wurde.[7]
- Cappella Curini Galletti, Kapelle bei Lari.
- Santi Leonardo e Maria Assunta, Kirche in Lari.
- San Lorenzo, Kirche in Collemontanino, die 1089 erwähnt wurde.[8]
- San Lorenzo, Kirche in San Ruffino.
- San Lorenzo, Kirche in Usigliano. Wurde erstmals 1260 erwähnt.[9]
- Santa Lucia, Kirche in Perignano, die 1885 fertiggestellt wurde.[10]
- Madonna de’ Monti, Sanktuarium nahe Sant’Ermo. Enthält von Vincenzo Guidi einen Marmoraltar aus dem Jahr 1820.[11]
- Madonna dei Sette Dolori, Oratorium in Casciana Terme.
- Madonna del Carmine, Oratorium nahe Lari.
- Madonna della Cava, der Immacolata Concezione geweihtes Oratorium bei Casciana Alta, das zwischen 1607 und 1613 entstand. Enthält das Fresko Madonna con il Bambino sowie einen Gemäldezyklus von Anton Domenico Bamberini.[12]
- Madonna della Neve, Oratorium nahe Lari.
- Santa Maria Assunta, Kirche in Casciana Terme.
- San Martin del Colle, Kirche bei Collemontanino. Heute nicht mehr aktiv und im Privatbesitz.
- San Martino in Petraia, Kirche in Casciana Terme.
- San Niccolò, Kirche in Casciana Alta. Enthält von Santi di Tito das Werk Circoncisione di Nostro Signore.[10]
- San Nicola in Sessana, Kirche zwischen Casciana Alta und Lari, die 1260 erwähnt wurde.[9] Heute eine Ruine.
- Santi Pietro e Paolo, Kirche in Cevoli, die im 9. Jahrhundert erwähnt, im 15. Jahrhundert erweitert und 1710 nochmals vergrößert wurde. Enthält das Gemälde Madonna con il Bambino e i Santi Pietro e Paolo von Andrea da Pisa (1490).[9]
- Santi Quirico e Giulitta, Kirche in Parlascio. Wurde erstmals 1260 erwähnt.[9]
- San Rocco, Kirche nahe dem Friedhof von Ceppato. Wahrscheinlich im 9./10. Jahrhundert entstanden und seit 1450 dem hl. Rochus geweiht. Das Fresko des Heiligen entstand 1977.[13]
- Cappella dei Vicari, Kapelle der Burg Castello dei Viacari in Lari.

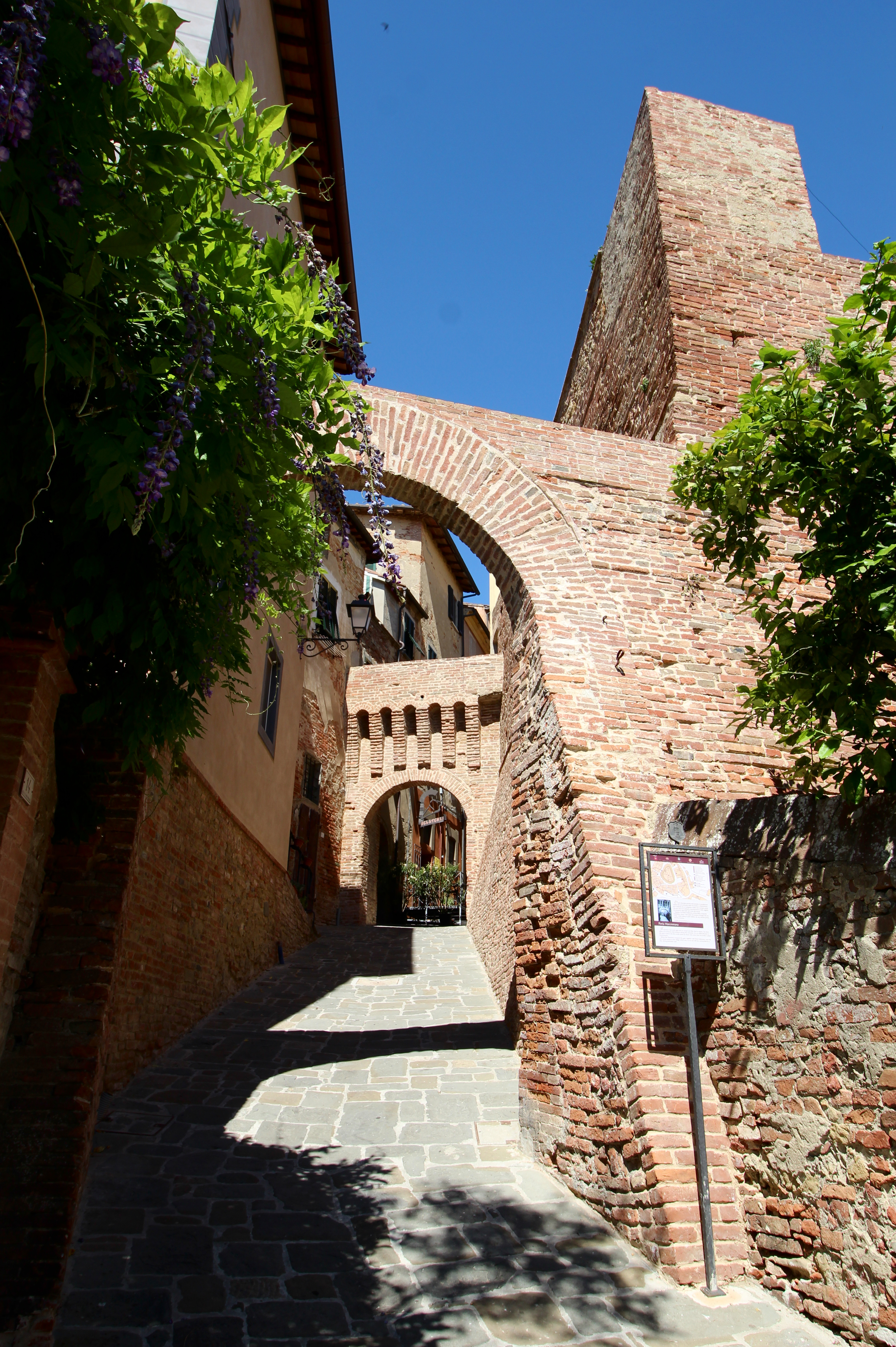
Blick zur Porta Maremmana

### Wehranlagen
- Castello dei Vicari di Lari, Burg in Lari
- Porta Fiorentina, Tor der Wehranlagen von Lari
- Porta Maremmana, Tor der Wehranlagen von Lari
- Torre medievale, Wehrturm in Ceppato

### Kultur
- Teatro di Lari, Theater im Ortskern von Lari
- Casa natale di Eusebio Valli, Geburtshaus des Mediziners und Physikers Eusebio Valli in Casciana Alta

## Auszeichnungen
- Der Ort ist Träger der Bandiera Arancione des TCI[14]